# XXXXY综合征
XXXXY综合征，是一种极为罕见的非整倍染色体异常，男性中发病率约为1/100,000至1/85,000。此综合征病因为母体卵细胞在第一次减数分裂和第二次减数分裂时未分离。首次诊断于1960年，取研究者Fraccaro之名命名为Fraccaro综合征。